# Јежи Новосјелски
Јежи Новосјелски (рођен 7. јануара 1923 . у Кракову, преминуо 21. фебруара 2011 такође у Кракову  ) - пољски сликар, илустратор, сценограф, филозоф и православни теолог. Сматра се једним од највећих савремених иконописца.

## Биографија
Рођен је у Кракову. Отац му је био Лемк гркокатоличког обреда, а мајка Пољакиња немачког порекла. Њени преци су у Пољску дошли током тзв. Јозефинске колонизације.
Године 1940. почео је да студира на Државној школи уметничких заната у Кракову (Staatliche Kunstgewerbeschule Krakau, основале су је немачке власти на месту Академије примењених уметности у Кракову), у класи професора Станислава Камоцког. Године 1942–1943, током школовања, изучавао је иконографију у унијатској лаври Св. Јована Крститеља у Униову, код Лавова. По повратку у Краков био је у контакту са члановима будуће Краковске Групе. Од 1945. до 1947. студирао је на Академији примењених уметности у Кракову, у класи професора Еугењиуша Ајбиша. На Првој изложби модерне уметности у Кракову, одржаној 1948, излагао је слике у стилу геометријске апстракције .
На почетку своје уметничке каријере био је асистент Тадеуша Кантора и био је под утицајем Тадеуша Бжозовског. У периоду социјалистичког реализма бавио се сакралном уметношћу и сценографијом. Године 1950. са супругом Зофијом станује у Лођу у ул. Нарутовича 113. Његова супруга је радила као сценограф у  Луткарском позоришту Арлекин, док је он радио као уметнички директор Државне дирекције луткарских позоришта. Између осталог био је и креатор лутака и сценографије за представу Медведић Тумарало за позориште Пинокио 1952. године. Тада је успоставио блиске контакте са Терезом Тишкјевич и Станиславом Фијалковским. Године 1957. постао је предавач на Државној вишој школи ликовних уметности, где је у почетку предавао студентима у атељеу за дизајн украсних тканина, а затим у атељеу за сликарство. Истовремено се придружио уметничкој групи „Пети круг“ из Лођа. Период живота у Лођу види се на сликама уметника, посебно у серији слика под називом Пејзаж Лођа. Сам сликар је старе лођске фабрике називао „лођском готиком“ .
Прву самосталну изложбу имао је 1955. године, а одмах затим је представљао Пољску на Бијеналеу у Венецији (1956) и Сао Паулу (1959). Са супругом је напустио Лођ у септембру 1962. да би се вратио у Краков .
Од 1976. био је професор на Академији примењених уметности у Кракову, као и члан Пољске академије наука и уметности, Групе младих ликовних уметника и Краковске групе.
Године 1996. заједно са супругом Зофијом оснива Фондацију Новосјелски, чији је циљ да подржи изузетна достигнућа пољске културе доделом стипендија и годишњих награда.

## Дело
Од малена је био фасциниран хришћанским богослужењем источног обреда у којем је одгајан (најпре као гркокатолик, касније као православац).
Писао је иконе углавном приказане у метафизичким фигуралним композицијама и пејзажима; оцртавао је равне сликане форме. Израдио је монументалне зидне украсе, нпр. у цркви у Лурду, цркви Светог Духа у Тихима, цркви Пречистог зачећа Пресвете Богородице у Азорима у Кракову, доњој цркви Св. Јована Лествичника у Варшави , Цркви Рођења Пресвете Богородице у Гродеку , Цркви Рођења Пресвете Богородице у Кентшину, Цркви Божанског Провиђења у Варшави (Весола) , Цркви Узвишења Часног Крста у варшавском насељу Јелонки  и у цркви у Хајновки.
Иконостаси и слике Јежија Новосјелског красе између осталих: гркокатоличку катедралу Св. Винцента и Св. Јакуба у Вроцлаву, цркву Узвишења Светог Крста у Горову Илавецком, капелу у Духовном дому у варшавском насељу Весола , капелу у Митрополитској богословији у Лублину, где се моле гркокатолички алумни, и манастирску капелу очева Базилијанаца у Венгожеву. У Кракову је пројектовао и саградио гркокатоличку капелу Светих Бориса и Глеба у згради Митрополије у ул. Канонича .
У Бјалим Бору је саграђена мала гркокатоличка црква у чијем пројектовању је учествовао, дизајнирао ентеријер и сликарски декор.
Последње, недовршено дело Јежија Новосјелског је распеће у цркви Св. Доминика у варшавском насељу Служев  .
Аутор је и теоријских радова о иконама и сликарству, нпр.
- Око иконе. Разговори са Јежијем Новосјелским (1985)
- Посебност православља (1991)

## Комеморација
У мају 2012. године у Председничкој палати у Варшави отворена је Соба Јежија Новосјелског у којој је изложено 10 уметникових радова .
Резолуцијом Сејма Републике Пољске 9. мандата од 22. јула 2022. одлучено је да се 2023. установи као Година Јежија Новосјелског .

## Провала и крађа дела
Два дана након уметникове смрти, полиција је утврдила да је између поподневних часова 22. фебруара 2011. и јутра 23. фебруара 2011. године проваљено у стан Новосјелског извршена крађа дела . Украдено је 10 слика и икона сликара, две иконе непознатог аутора, две репродукције непознатог аутора, два сата, више сувенира и 230 злота . 5. марта 2011. портпарол малопољске полиције је саопштио да су украдене слике пронађене. 8. марта 2011. радови и предмети пронађени након провале предати су Фондацији Новосјелски, чији је председник Анджеј Стармах, који је својевремено био дугогодишњи пријатељ и старатељ сликара .